# ناحیه ملروز (شهرستان آدامز، ایلینوی)
ناحیه ملروز، شهرستان آدامز، ایلینوی (به انگلیسی: Melrose Township) یک منطقهٔ مسکونی در ایالات متحده آمریکا است که در شهرستان آدامز، ایلینوی واقع شده‌است. ناحیه ملروز ۵٬۷۴۶ نفر جمعیت دارد و ۱۸۵ متر بالاتر از سطح دریا واقع شده‌است.